# Х'єллер
Х'єллер (норв. Kjeller) — село поблизу м. Ліллестрем у Норвегії, за 25 км на північний схід від Осло.

## Організації
У Х'єллері розташовані:
- Аеропорт

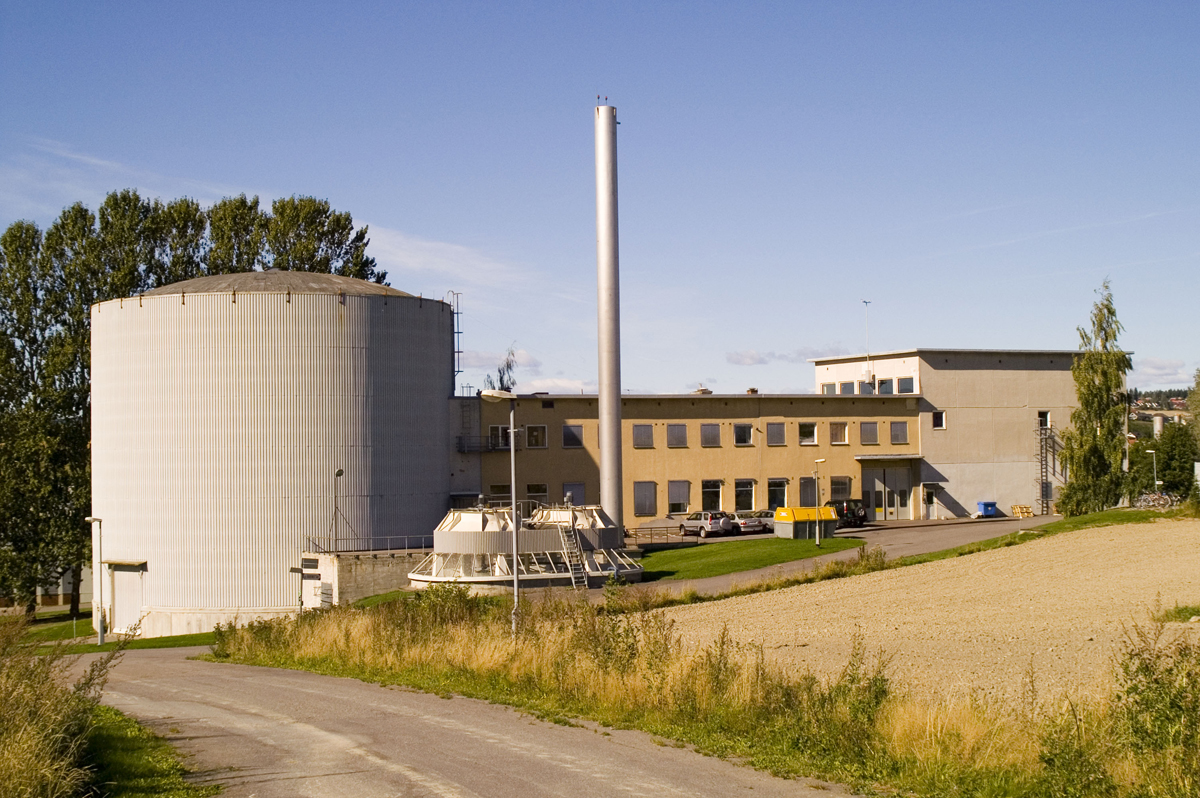
JEEP II реактор у Х'єллері — інструмент фізичних досліджень

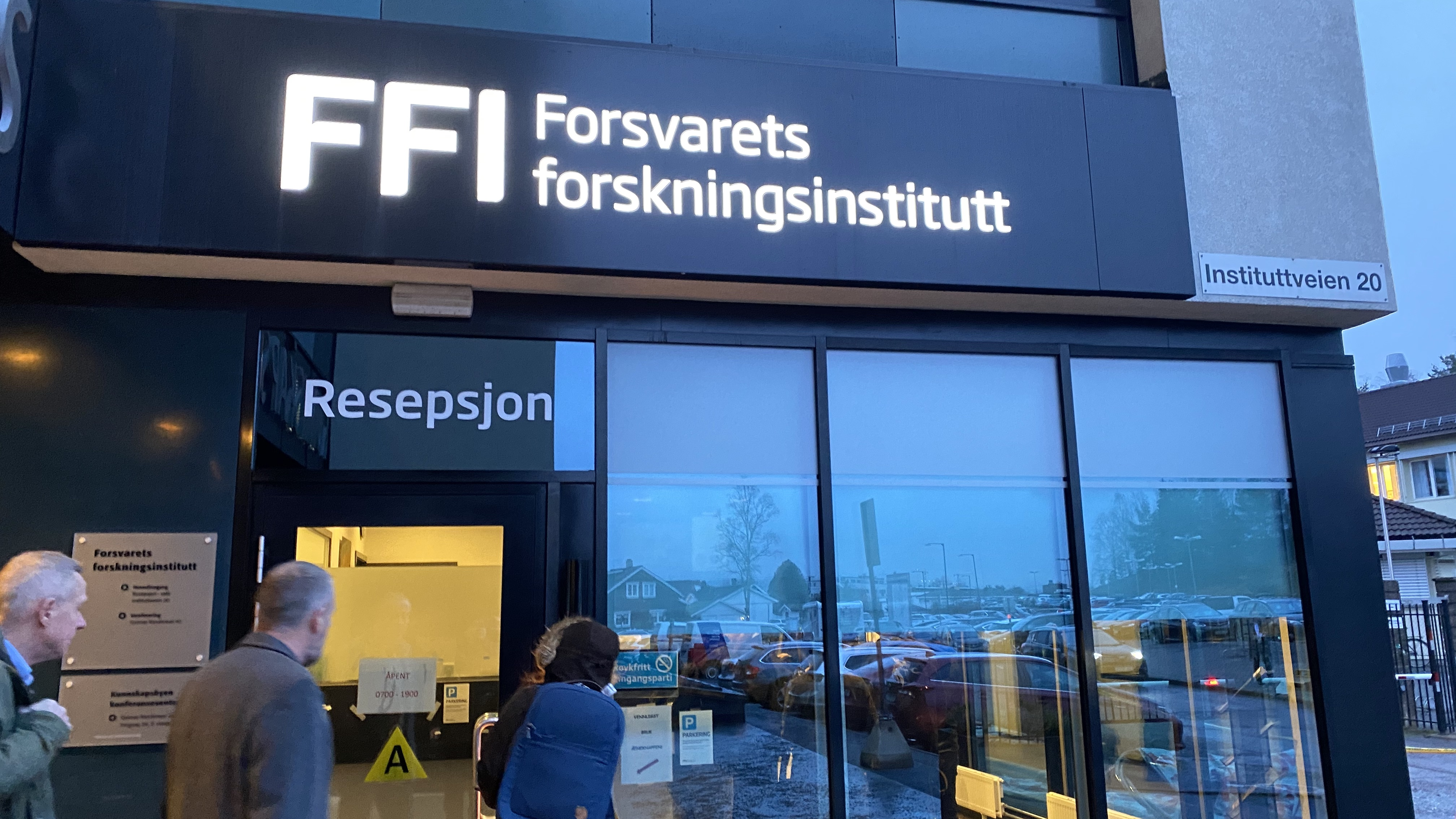
FFI в Х'єллері

- Норвезька оборонна логістична організація (Norwegian Defence Logistic Organization, FLO)
- Інститут оборонних досліджень (The Norwegian Defence Research Establishment, FFI)
- Інститут енергетичних технологій (The Institute for Energy Technology (IFE)), що має два атомних реактори[1][2]
- Норвезький інститут повітряних досліджень (Norwegian Institute for Air Research)
- Норвезьке Бюро стандартизації (The Norwegian Standardisation Bureau)
- Університетський центр (UNIK)
- Коледж прикладних наук (Oslo and Akershus University College of Applied Sciences)
- Норвезька сейсмічна решітка (NORSAR), яка стала одним з перших європейських вузлів Arpanet, попередника Інтернету[3].